# Retour des cendres

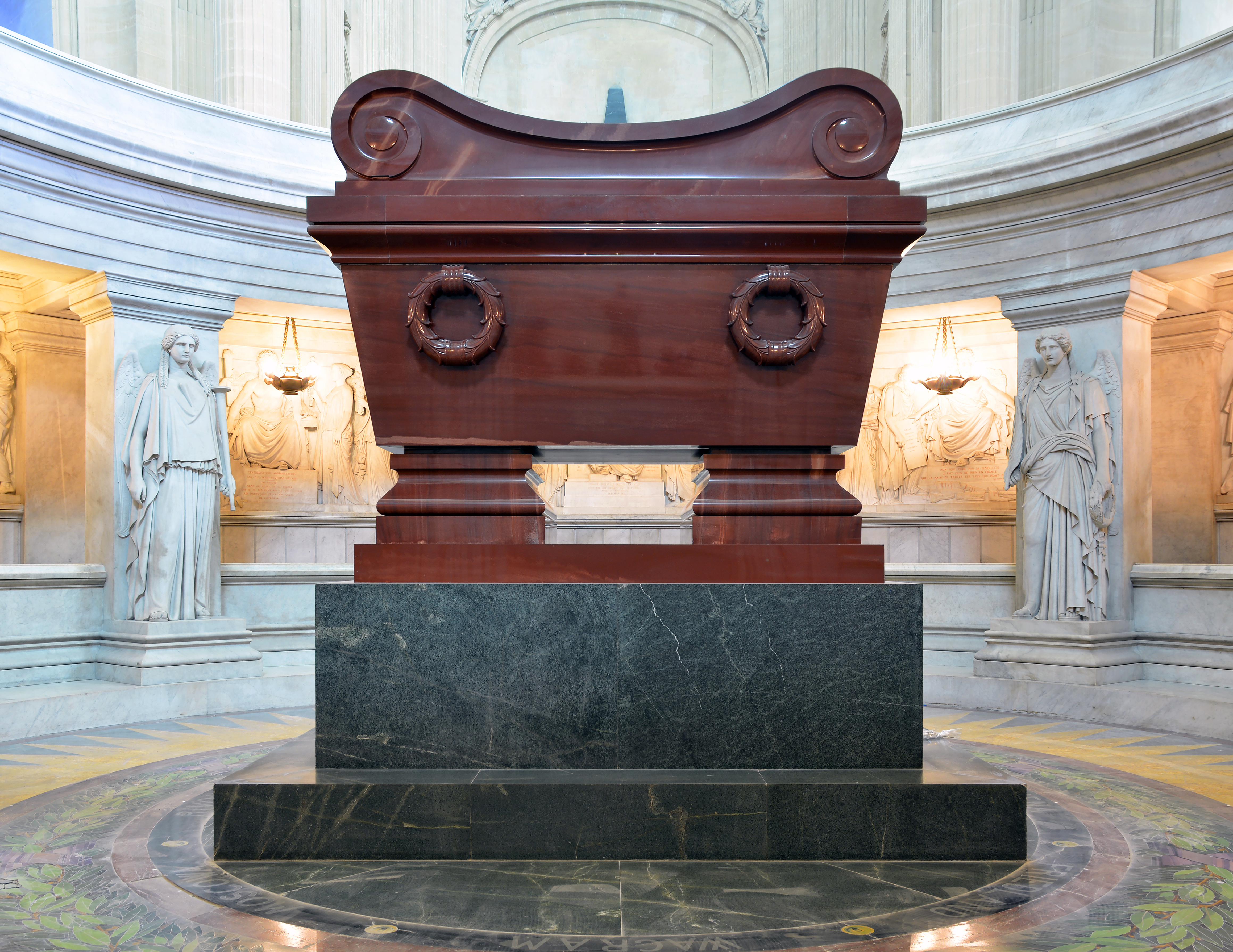
Sarkofag Napoleona w Les Invalides.

Retour des cendres (powrót prochów) – powrót szczątków Napoleona I ze Świętej Heleny do Francji i ich pogrzeb w Hôtel des Invalides w Paryżu w roku 1840, z inicjatywy Adolphe Thiersa i króla Francji Ludwika Filipa I.

## Pierwsze próby
W kodycylu do jego woli, napisanym na emigracji w Longwood House na Wyspie Świętej Heleny 16 kwietnia 1821 roku, Napoleon wyraził życzenie, aby być pochowanym „na brzegu Sekwany, pośród narodu francuskiego, który tak bardzo kochał”.
Po śmierci cesarza Henri Gatien Bertrand bezskutecznie prosił brytyjski rząd o zezwolenie na wypełnienie życzenia Napoleona. Po tym zwrócił się do ministrów nowo odrestaurowanego Ludwika XVIII, od którego nie otrzymał całkowitej odmowy, lecz wyjaśnienia, że przybycie szczątków do Francji byłoby niewątpliwie pretekstem do wszczęcia politycznych zamieszek, których rząd powinien mądrze uniknąć lub im zapobiec, a także otrzymał zapewnienie, że przyjmie wniosek kiedy tylko sytuacja się uspokoi i będzie bezpieczniej.

## Przebieg

### Polityczne dyskusje

#### Początek
Po rewolucji lipcowej domagano się pochowania szczątków Napoleona w bazie Kolumny Vendôme (na wzór popiołów Trajana pogrzebanych w bazie jego kolumny w Rzymie), jednak żądania zostały odrzucone przez Chambre des Députés w dniu 2 października 1830 roku. Jednakowoż, dziesięć lat później, Adolphe Thiers, nowy Président du Conseil Ludwika Filipa, historyk Konsulatu i Cesarstwa Francuskiego, marzył o powrocie szczątków jako o wielkim politycznym coup de théâtre, który ostatecznie przywróciłby okres rewolucyjny i cesarski. Miał on również nadzieję na pochlebstwo marzeń lewicy o przywróceniu chwały i reputacji monarchii lipcowej (której stosunki dyplomatyczne z resztą Europy były zagrożone przez jej problemy w Egipcie, wynikające z pomocy Muhammadowi Alemu).
Jednak było to interesem Ludwika Filipa, by odzyskać „wszystkie chwały Francji”, które przeznaczył Wersalowi, przekształcając go w muzeum historii Francji. Nadal był niechętny i potrzeba było go przekonać do wsparcia projektu przeciw jego własnym wątpliwościom. 10 maja 1840 roku François Guizot, wtedy francuski ambasador w Londynie, przeciw jego własnej woli zgłosił oficjalną prośbę do brytyjskiego rządu, która została natychmiastowo przyjęta zgodnie z obietnicą daną w 1822.

#### 12 maja
W dniu 12 maja, podczas obrad nad projektem ustawy w sprawie cukru, francuski minister spraw wewnętrznych, Charles de Rémusat, wstąpiwszy na mównicę w Chambre des Députés powiedział:

Panowie, król nakazał Jego Królewskiej Mości księciu de Joinville [w tym momencie gwar ucichł przez zaciekawienie i uwagę] wziąć fregatę na Wyspę Świętej Heleny [nowy gwar], by odzyskać szczątki cesarza Napoleona [wybuch oklasków ze wszystkich stron Zgromadzenia]. Przyszliśmy prosić o możliwość przyjęcia ich na francuskiej ziemi z godnością i o wzniesienie ostatecznego miejsca spoczynku Napoleona [aklamacje, aplauz]. [...] Fregata ze szczątkami jest gotowa do powrotu do ujścia Sekwany, inny statek zabierze je do Paryża. Zostaną zdeponowane w Les Invalides. Uroczysta ceremonia, wielka religijna i wojskowa procesja zainauguruje sarkofag, który będzie go chował na zawsze. [...] Był on cesarzem i królem, był naszym legalnym suwerenem. Przez to mógłby być pochowanym w Saint-Denis, lecz Napoleon nie może otrzymać zwykłego pochówku królów. Napoleon musi ciągle rządzić i dowodzić z fortecy, gdzie żołnierze ojczyzny będą zawsze odpoczywać, i gdzie zawsze będą inspirowani przez tych, których wezwano do jej obrony. [...] Sztuka powinna wznieść warty sarkofag pod kopułą, pośrodku świątyni poświęconej Bogu armii, jeśli jakiś sarkofag może być godny chowania Jego imienia. [...] Nie mamy wątpliwości, panowie, że Komnata udziela patriotycznych emocji do królewskiego pomysłu, któryśmy teraz wyrazili. Odtąd Francja, i to tylko Francja, powinna posiadać wszystkie szczątki Napoleona. Jego grób, jak i jego pamięć, powinien należeć do nikogo innego, jak do jego kraju. Monarchia 1830 jest, w rzeczy samej, jedynym prawowitym spadkobiercą wszystkich władców, z których Francja może być dumna. Bez wątpienia należało do tej monarchii, aby najpierw zebrać wszystkie uprawnienia i pogodzić wszystkie śluby Rewolucji francuskiej, a po tém wznieść bez strachu i z czcią pomnik i grób bohatera ludu, dla którego jest jedna, i tylko jedna rzecz, która nie boi się porównania z chwałą – i jest to wolność! [potrójny aplauz, aklamacje z lewej i ze środka, ponowny gwar].

Minister przedstawił następnie projekt „zbiórki 1 miliona franków na przeniesienie szczątków Napoleona do Église des Invalides i na konstrukcję jego sarkofagu”. Ogłoszenie wywołało sensację. Ożywiona dyskusja zaczęła się w prasie, podnosząc różnego rodzaju zarzuty względem tak teorii, jak i praktyki. Miasto Saint-Denis wniosło 17 maja petycję o pogrzeb w ich bazylice, tradycyjnym miejscu pochówku królów francuskich.

#### 25-26 maja
W dniach 25 i 26 maja petycja podlegała dyskusji w Chambre. Zostało to zaproponowane przez Bertranda Clausela, starego żołnierza I Cesarstwa Francuskiego, który został powołany do służby ponownie przez monarchię lipcową i awansowany na Marszałka Francji. W imieniu komisji zatwierdził wybór Les Invalides jako miejsce pochówku, nie bez dyskusji nad innymi zaproponowanymi rozwiązaniami (zostały zaproponowane Saint-Denis, Łuk Tryumfalny, Kolumna Vendôme, a nawet Madeleine). Zaproponował podniesienie funduszu do 2 milionów, eskortę fregaty z ciałem przez cały szwadron morski i że Napoleon byłby ostatnią osobą pochowaną w Les Invalides. Mowy były pisane przez republikańskiego krytyka Cesarstwa, Glaisa-Bizoina, który stwierdził, że „bonapartystowskie pomysły są jedną z otwartych ran dzisiejszych czasów, reprezentującą to, co najbardziej katastrofalne dla emancypacji narodów, najbardziej sprzecznej z ideą wolności ducha ludzkiego”. Propozycja była broniona przez Odilona Barrota (przyszłego premiera rady Napoleona III w 1848), podczas gdy najgorętszym jej przeciwnikiem był de Lamartine, który uważał krok za niebezpieczny. De Lamartine stwierdził przed debatą, że „prochy Napoleona jeszcze nie wygasły i wciąż oddychamy ich iskrami”. Przed posiedzeniem Thiers próbował odwieść de Lamartine’a od interwencji, lecz otrzymał odpowiedź: „Nie, naśladowcy Napoleona są odradzani”. Thiers odpowiedział: „Och! Ale któżby pomyślał o naśladowaniu Napoleona dziś?”, aby tylko otrzymać odpowiedź Lamartine’a, która następnie rozlała się po całym Paryżu: „Proszę wybaczyć, miałem na myśli parodystów Napoleona”. Podczas debaty Lamartine stwierdził:

Mimo że jestem doradcą tego wielkiego człowieka, nie jestem entuzjastycznie nastawiony do wspominania go lub przewidywania. Nie pokłonię się przed tym wspomnieniem; nie jestem zwolennikiem napoleońskiej religii, kultu siły, która przez pewien czas chciała zastąpić w duchu Narodu prawdziwą religię wolności. Nie sądzę także, że dobrym jest nieustannie ubóstwiać wojnę, aby zachęcić te ponad-porywcze bulgoty we francuskiej krwi, które czynią nas tak niecierpliwymi, by zniszczyć nas po dwudziestopięcioletnim rozejmie – tak jak pokój, który jest szczęściem i chwałą świata, mógłby być wstydem narodów. [...] Wyróbmyż sobie punkt widzenia w sposób uważny, my, którzy bierzemy wolność na poważnie. Nie powołujmyż się na opinie ludzi, którzy lepiej rozumieją, co ich olśniewa, a co im służy. Nie zamażmy całkowicie, lub w znacznym stopniu, naszej monarchii rozsądku, naszej nowej, reprezentacyjnej i miłującej pokój monarchii. Mogłoby się to zakończyć znikając w ludzkich oczach. [...] to dobrze, panowie; nie oponuję, a przyklaskuję temu, lecz zwracajcie uwagę na rady geniusza w każdej cenie. Nie mam wątpliwości co do przyszłości. Nie lubię ludzi, którzy mają wolność sprawiedliwość i postęp jako swoje oficjalne doktryny, a ich symbolem jest szabla i despotyzm.

Podsumowując, Lamartine zaprosił Francję, aby pokazać, że „ona [nie chce] odtwarzać z popiołów wojny tyranii, prawowitych monarchów, pretendentów a nawet naśladowców”. Słysząc jego perorowanie, które było evidemment skierowane przeciw niemu, Thiers wyglądał na zdewastowanego w swojej ławce. Mimo to, było to w dużej mierze korzystne dla Chambre i zagłosowano na podany wniosek, chociaż z 280 głosów zaledwie 65 było przeciwnym podniesieniu funduszu z 1 miliona do 2. Napoleoński mit był już w pełni rozprowadzony i wystarczyło go tylko koronować. Casimir Delavigne, oficjalny poeta Monarchii lipcowej, napisał:
Francjo, ujrzałaś go znów! Twój płacz radości, o Francjo,
Tonie w hałasie Twoich armat;
Twój lud, cały lud przybywający od rzecznych granic,
Wyciąga swe ramiona do Napoleona.

#### 4-6 lipca
Dnia 4 vel 6 lipca generał Henri Gatien Bertrand został przyjęty przez Ludwika Filipa i dał mu cesarskie bronie, które zostały ukryte w skarbcu. Bertrand powiedział wtedy:

To Waszej Wysokości, Waszemu uroczystemu i patriotycznemu wyglądowi zawdzięczamy spełnienie ostatnich życzeń cesarza, życzeń, które szczegółowo mi wyjaśnił na swoim łożu śmierci w okolicznościach, które nigdy nie mogą zniknąć z mojej pamięci.
Panie, dając hołd pamiętnemu rozdziałowi narodowej sprawiedliwości, który hojnie pogrzebałeś, ożywiony poczuciem wdzięczności i zaufania, przychodzę złożyć w ręce Waszej Wysokości te chwalebne bronie, które na długo musiałem ukrywać przed światłem, i które mam nadzieję umieścić na trumnie wielkiego Wodza, na znakomitym grobowcu przeznaczonym do utrzymywania na nim spojrzenia wszechświata.
Być może miecz bohatera zostanie palladionem ojczyzny.

Ludwik Filip odpowiedział z wyrobioną formalnością:

W imieniu Francji przyjmuję bronie Napoleona, którego ostatnie życzenia dały je Panu w szlachetnym zaufaniu. Powinny być pilnie strzeżone do czasu, gdy będę mógł umieścić je w mauzoleum, które przygotowuje dla niego hojność Narodu.
Czuję się szczęśliwym, że to na mnie wypadło wrócić na ziemię francuską szczątki tego, który dodał tyle chwały do naszej pompy, i spłacić dług naszej wspólnej Ojczyzny otaczając jego trumnę wszystkimi honorami, jakie zdobył.
Jestem bardzo poruszony wszystkimi uczuciami, jakie Pan był przy mnie wyraził.

Ceremonia ta rozgniewała Józefa i Ludwika Napoleona Bonaparte. Późniejszy wpis w „The Timesie”:

Miecz Austerlitzu nie może znaleźć się w rękach wroga; musi spoczywać tam, gdzie w dniu zagrożenia chwały Francji będzie mógł być podniesony. [...] Pozbawić spadkobierców Cesarza jedynego dziedzictwa, jakie był on zostawił; dać bronie zdobywcy zwycięzcy spod Waterloo to zdradzić najświętsze obowiązki, to wymusić na uciemiężonych, by pewnego dnia powiedzieli do swych ciemiężycieli: „Oddajcie nam to, coście zawłaszczyli”.

Po ceremonii broni Bertrand udał się do Hôtel de ville i zaproponował przewodniczącemu Conseil Municipal krzesło radnego, które Napoleon zostawił w stolicy – znajduje się ono teraz w Musée Carnavalet.

### Przybycie na Świętą Helenę

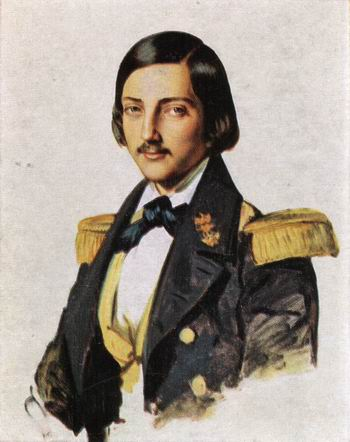
Franciszek Orleański, książę Joinville

O godzinie 7 rano 7 sierpnia 1840 roku fregata la Belle Poule wypłynęła z Tulonu eskortowana przez korwetę la Favorite. Książę Joinville, trzeci syn króla i oficer marynarki, dowodził fregatą i całą wyprawą. Na pokładzie la Belle Poule był także Philippe de Rohan-Chabot, attaché francuskiego ambasadora w Wielkiej Brytanii, który na zlecenie Thiersa (chcąc zdobyć chwałę za którąkolwiek część wyprawy) miał nadzorować przebieg ekshumacji; generałowie Bertrand i Gourgaud; hrabia Emmanuel de Las Cases (député Finistere i syn Emmanuela de Las Cases, autora Le Mémorial de Sainte-Hélène) i pięciu ludzi, którzy byli lokalnymi służącymi Napoleona na wyspie (Saint-Denis, bardziej znany pod imieniem Ali La Mameluck, Noverraz, Pierron, Archambault i Coursot). Kapitan Guyet dowodził korwetą, na której znajdował się abbé Félix Coquereau (lekarz), Charner (lejtnant Franciszka Orleańskiego, drugi dowodzący), Hernoux (adiutant de Joinville'a), porucznik Touchard (podwładny de Joinville'a), syn generała Bertranda, Artur, i lekarz pokładowy Rémy Guillard. Jak przyjęto w ustawie, fregata była przystosowana do transportu trumny Napoleona: kaplica została zbudowana przy sterze, okryta czarną aksamitną płachtą haftowaną w napoleońskie srebrne pszczoły, ze strzeżonym przez cztery drewniane, złocone orły katafalkiem pośrodku.
Podróż trwała 93 dni i, w związku z młodym wiekiem niektórych członków załogi, zamieniła się w wycieczkę turystyczną z czterodniowym kotwicowaniem w Kadyksie, na Maderze na 2 dni i na Teneryfie na 4 dni, podczas gdy na Bahia, Brazylia, balowano i świętowano przez 15 dni. Dwa statki ostatecznie dobiły do Świętej Heleny 8 października i na redzie znalazły francuski bryg l'Oreste, dowodzony przez Doreta, jednego z chorążych, którzy wymyślili śmiały plan w Île-d’Aix, by przewieźć Napoleona po Waterloo na lugierze, i który został kapitanem korwety. Doret przybył na Świętą Helenę, by oddać swój ostatni respekt do Napoleona, lecz także przyniósł martwiące wieści – incydent egipski, połączony z agresywną polityką Thiersa, był bardzo bliski wywołania dyplomatycznej ruptury między Francją a Wielką Brytanią. Joinville wiedział, że ceremonia zostanie uszanowana, ale zaczął się bać, że zostaną przechwyceni przez brytyjskie statki w drodze powrotnej.
Misja wysiadła na ląd następnego dnia i udała się do Plantation House, gdzie gubernator wyspy, major-generał George Middlemore czekał na nich. Po długiej rozmowie z Joinvillem (podczas gdy reszta załogi oczekiwała niecierpliwie w holu), Middlemore stanął przed resztą misji i ogłosił: „Panowie, szczątki Cesarza zostaną wam przekazane w czwartek 15 października”. Następnie misja wyruszyła do Longwood przez Dolinę Grobowców, zwaną też Doliną Geranium. Grób Napoleona był w odosobnionym miejscu, pokryty trzema płytami na równi z ziemią. Ten bardzo prosty pomnik otoczono kratką solidnie osadzoną w podstawie i zacienioną przez wierzbę płączącą, z drugim takim drzewem, lecz martwym, zwróconym w jego stronę. Wszystko to było otoczone drewnianym płotem i bardzo blisko był strumień, którego świeże i czyste wody tak cieszyły Napoleona. Przy bramie ogrodzenia Joinville zsiadł, obnażył głowę i zbliżył się do kratki; za nim poszła reszta misji. W głębokiej ciszy patrzyli oni na poważny i goły grób rozmyślając. Po pół godzinie Joinville wsiadł z powrotem na konia i wyprawa trwała dalej. Lady Torbet, właścicielka ziemi, na której umiejscowiony był grób, założyła stoisko z napojami dla niewielu pielgrzymów do grobu i była niezadowolona z ekshumacji, ponieważ wyeliminowałoby to jakiekolwiek zyski z tego. Następnie udali się w pielgrzymce do Longwood, który był w opłakanym stanie – meble zniknęły, ściany były pokryte malowidłami, a sypialnia Napoleona stała się stajnią, gdzie farmer trzymał swoje zwierzęta. Dostawał on małe dodatkowe wypłaty za oprowadzanie gości po domu. Marynarze z l'Oreste wzięli stół bilardowy, który był oszczędzony przez kozy i owce, wszystkie obrazy i inne rzeczy, które mogli wziąć, co zostało oprawione krzykiem farmera o rekompensatę.

### Ekshumacja

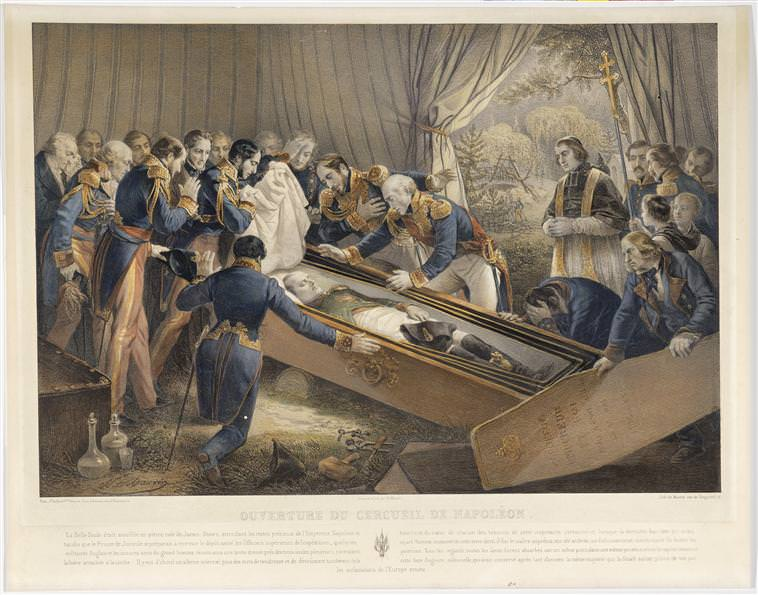
Otwieranie trumny Napoleona, Dolina Grobowca, 14 października 1840.

Wyprawa wróciła do Doliny Grobowca o północy 14 października, choć Joinville pozostał na statku, ponieważ wszystkie operacje aż do przyjazdu trumny do punktu załadunkowego były przewidziane dla brytyjskich żołnierzy, a nie francuskich marynarzy, tak więc czuł, że nie może być obecny przy pracach, nie może nimi kierować. Francuska część operacji była prowadzona przez hrabiego Rohan-Chabot, a w jej skład wchodzili generałowie Bertrand i Gourgaud, Emmanuel de Las Cases, dawni służący Cesarza, Abbé Coquereau, dwóch chłopców chórzystów, kapitanowie Guyet, Charner i Doret, doktor Guillard (główny lekarz na Belle Poule i przewodzący pracownik, Leroux. Brytyjska część składała się z Williama Wilde’a, pułkownika Hodsona i pana Scale’a (członkowie rady kolonialnej wyspy), pana Thomasa, Brooke’a, pułkownika Trelawneya (dowodzący artylerii na wyspie), porucznika Littlehalesa, kapitana Alexandra (reprezentujący gubernatora Middlemore’a, który był niedyspozycyjny, choć ostatecznie przybył w towarzystwie swego syna i adiutanta) i pana Darlinga (projektanta wnętrz w Longwood House podczas niewoli Napoleona).
W świetle pochodni brytyjscy żołnierze wzięli się do pracy. Usunęli kratki, potem kamienie tworzące krawędzie grobu. Wierzchnia warstwa ziemi była już usunięta, więc Francuzi dzielili między sobą kwiaty rosnące na niej. Żołnierze podnieśli wtedy trzy kamienne płyty zamykające grób. Potrzeba było długich starań, aby przebić się przez murarkę otaczającą trumnę. o 9.30 ostatnia płyta została usunięta i można było zobaczyć trumnę. Coquerau wziął trochę wody z pobliskiego strumienia, pobłogosławił i pokropił nią trumnę przed recytowaniem De profundis. Trumnę wyciągnięto i zawieziono do dużego namiotu w biało-niebieskie paski rozstawionego dzień wcześniej. Przystąpili wtedy do otwierania mar w całkowitej ciszy. Pierwsza trumna, z mahoniu, musiała być odcięta na obydwu końcach, aby wyciągnąć drugą, ołowianą trumnę, którą następnie umieszczono w neoklasycystycznej, hebanowej trumnie przywiezionej po to specjalnie z Francji. Generał Middlemore i porucznik Touchard pojawili się zanim ekipa przystąpiła do odlutowywania ołowianej trumny. Trumna w środku, także wykonana z mahoniu, była w bardzo dobrym stanie. Gwoździe usunięto z trudem. Wtedy dopiero można było, starannie, otworzyć ostatnią trumnę, wykonaną z cyny.
Gdy usunięto wieko trumny, pojawiła się biała postać. Biała satyna, jaką było podbite wieko trumny, odłączyła się i okrywała ciało niczym całun. Doktor Guillard delikatnie zdjął ją, od stóp do głowy, aby odsłonić ciało. Zielony mundur Napoleona z czerwonymi wyłogami, mundur pułkownika szaserów, był doskonale zachowany. Klatkę piersiową stale przecinała czerwona wstęga Légion d’honneur, choć ozdoby i guziki na mundurze były nieco nadszarpnięte. Ciało spoczywało w wygodnej pozycji, głowa oparta na poduszce, lewe przedramię i dłoń na udzie. Wyraz twarzy był spokojny, oczy całkowicie zamknięte (z widocznymi kilkoma rzęsami); tylko boki nosa uległy zmianie. Lekko cofnięte dziąsła pozwoliły świecić, tak jak w momencie śmierci, trzem bardzo białym siekaczom. Broda była pokryta początkami niebieskawej brody, która wynikała z suchości skóry. Dłonie były zachowane idealnie, z długimi i bardzo białymi paznokciami wciąż trzymającymi się ciała. Tylko szwy butów popękały, ukazując cztery mniejsze palce na każdej stopie. Mała czapka Napoleona leżała w poprzek ud.
Wszyscy obecni byli zszokowani. Gourgaud, Las Cases, de Rohan-Chabot, Marchand i wszyscy służący płakali; Bertrand wydawał się wzruszonym. Po dwuminutowej obdukcji Guillard zaproponował kontynuację badania i otwarcie jam z sercowej i brzusznej. Gourgaud jednak, tłumiąc łzy, rozgniewał się i nakazał zamknąć trumnę od razu. Lekarz posłuchał i ułożył satynowe obicie z powrotem, opryskując je trochę kreozotem przed zamknięciem cynowego (jakkolwiek bez ponownego lutowania) i mahoniowego wieka. Potem ołowiana trumna została zlutowana ponownie i finalnie całość spoczęła w przywiezionej z Francji hebanowej trumnie.
Trumna ta, wykonana w Paryżu, miała 2,56 metra długości, 1,05 metra szerokości i 0,7 metra głębokości. Jej wygląd imitował klasyczne rzymskie trumny. Wieko nosiło jedynie złoty napis „Napoléon”. Każdy z czterech boków był ozdobiony literą „N” z pozłacanego brązu. Posiadała także sześć mocnych uchwytów z brązu. Na trumnie znajdowała się także inskrypcja „Napoléon Empereur mort a Sainte-Hélene le 05 Mai 1821 (Napoleon, Cesarz, zmarły na Świętej Helenie 5 maja 1821)”.
Następnie trumna hebanowa wraz z jej zawartością została umieszczona w szóstej, dębowej trumnie, zaprojektowanej do ochrony tej z hebanu. Wtedy dopiero cała ta masa, czyli łącznie 1200 kilogramów, została podniesiona przez 43 strzelców i umieszczona na solidnym karawanie, okryta czernią z czterech czarnych pióropuszów umieszczonych na każdym rogu, a potem ciągnięta z wielkim trudem przez cztery konie w czarnych kropierzach. Trumna była pokryta wielkim (4,3 metra na 2,8) czarnym, aksamitnym całunem, obszytym w złote pszczoły i noszącym orły zwieńczone cesarskimi koronami w narożnikach, a także z wielkim srebrnym krzyżem. Kobiety ze Świętej Heleny zaproponowały francuskiemu komisarzowi francuskie Tricolore, które byłyby użyte w ceremonii, i które wyszyły własnoręcznie, a także cesarską flagę, która byłaby wywieszona na la Belle Poule.

### Transport nala Belle Poule

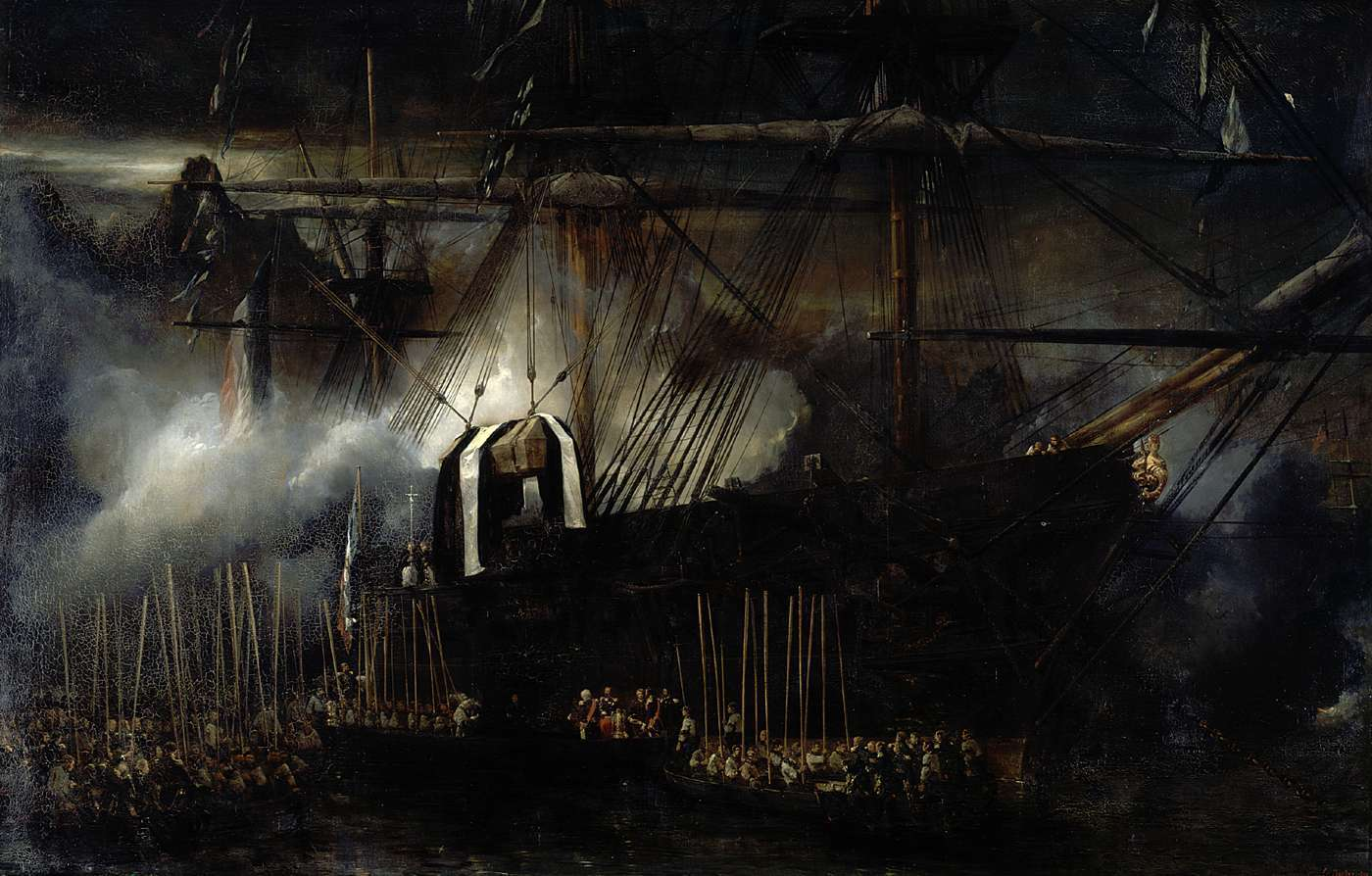
„Załadunek szczątków Napoleona na La Belle Poule, 15 października 1840”, obraz Eugene’a Isabeya.

O 3.30, w zacinającym deszczu, podczas gdy cytadela i la Belle Poule wystrzeliwały naprzemiennie honorowe salwy, orszak powoli przesuwał się pod dowództwem Middlemore’a. Hrabia Bertrand, baron Gourgaud, baron de Las Cases młodszy i Marchand szli trzymając rogi całunu. Oddział milicji zamykał pochód, za nim tłum ludzi, a forty strzelały ze swoich dział na każdą minutę. Docierając do Jamestown procesja szła między dwoma szeregami garnizonu żołnierzy z odwróconą bronią. Francuskie okręty spuściły szalupy, z tą z Belle Poule ozdobioną złoconymi orłami i wiozącą de Joinville'a.
O 5.30 procesja pogrzebowa zatrzymała się na końcu mola. Middlemore, podszedł do de Joinville'a. Ich krótka rozmowa, bardziej lub mniej po francusku, wyznaczyła punkt, w którym szczątki zostały oficjalnie przekazane Francji. Trumnę umieszczono w szalupie. Okręty francuskie (od tego momentu pokazujące znaki żałoby) podniosły swoje barwy i wystrzeliły kolejną salwę z całego swojego uzbrojenia. Na la Belle Poule 60 mężczyzn paradowało, bębny biły salut, grano żałobne melodie.
Trumna została podniesiona na pokład i jej drewniana obudowa została zdjęta. Coquerau dał rozgrzeszenie i Napoleon powrócił do Francji.
O 6.30 trumna została umieszczona na pokładowej kaplicy, ozdobiona trofeami wojskowymi, na rufie. O 10 na pokładzie odmówiono dzienną mszę, a następnie opuszczono trumnę do kaplicy, podczas gdy zespół fregaty grał. Kiedy to uczyniono, każdy oficer dostał pamiątkowy medal. Marynarze podzielili między sobą dębową trumnę i martwą wierzbę, którą zabrano z Doliny Grobu.

### Powrót ze Św. Heleny
O 8 rano, w sobotę 18 października la Belle Poule, la Favorite i l'Oreste podniosły żagle. L'Oreste powróciło do dywizji Levanta, podczas gdy pozostałe dwa statki płynęły do Francji z maksymalną prędkością, obawiając się napaści.  31 października la Belle Poule i la Favorite napotkały handlowiec le Hambourg, którego kapitan dał de Joinville'owi wiadomości z Europy, które potwierdziły informacje otrzymane od Doreta. Zagrożenie wojny zostało potwierdzone przez holenderski statek Egmont płynący do Batawii. Joinville był wystarczająco zmartwiony by wezwać oficerów obu statków na radę wojenną aby zaplanować środki ostrożności w celu uniknięcie niebezpieczeństwa, jakim byłoby natrafienie na brytyjskie statki wojenne. La Belle była przygotowana na ewentualną bitwę. Załoga była wielokrotnie mobilizowana i ustawiana na stanowiskach bojowych. Co najważniejsze, rozkazał la Favorite odpłynąć natychmiast do najbliższego francuskiego portu. Joinville uważał, że żaden brytyjski statek nie zaatakowałby statku wiozącego ciało, lecz nie uchroniłoby to la Favorite'y od ataku. Wątpił, nie bez powodu, że mógł być w stanie ocalić korwetę gdyby weszła w zasięg wrogiego statku bez ryzykowania jego fregaty i jej cennego transportu. Inną hipotezą jest, że la Favorite była wolniejsza i tylko spowalniałaby la Belle Poule w razie, gdyby zostały zaatakowane.
27 listopada la Belle Poule była tylko 100 mil od wybrzeży Francji, nie napotykając na żadne brytyjskim patrolem. Niemniej jednak jej dowódca i załoga kontynuowały środki ostrożności – mimo że były one już niepotrzebne, ponieważ angielsko-francuskie napięcia zmalały po tym, kiedy Francja musiała porzucić jej sojusznika, Egipt, i Thiers został zmuszony do rezygnacji.

### Przybycie do Francji

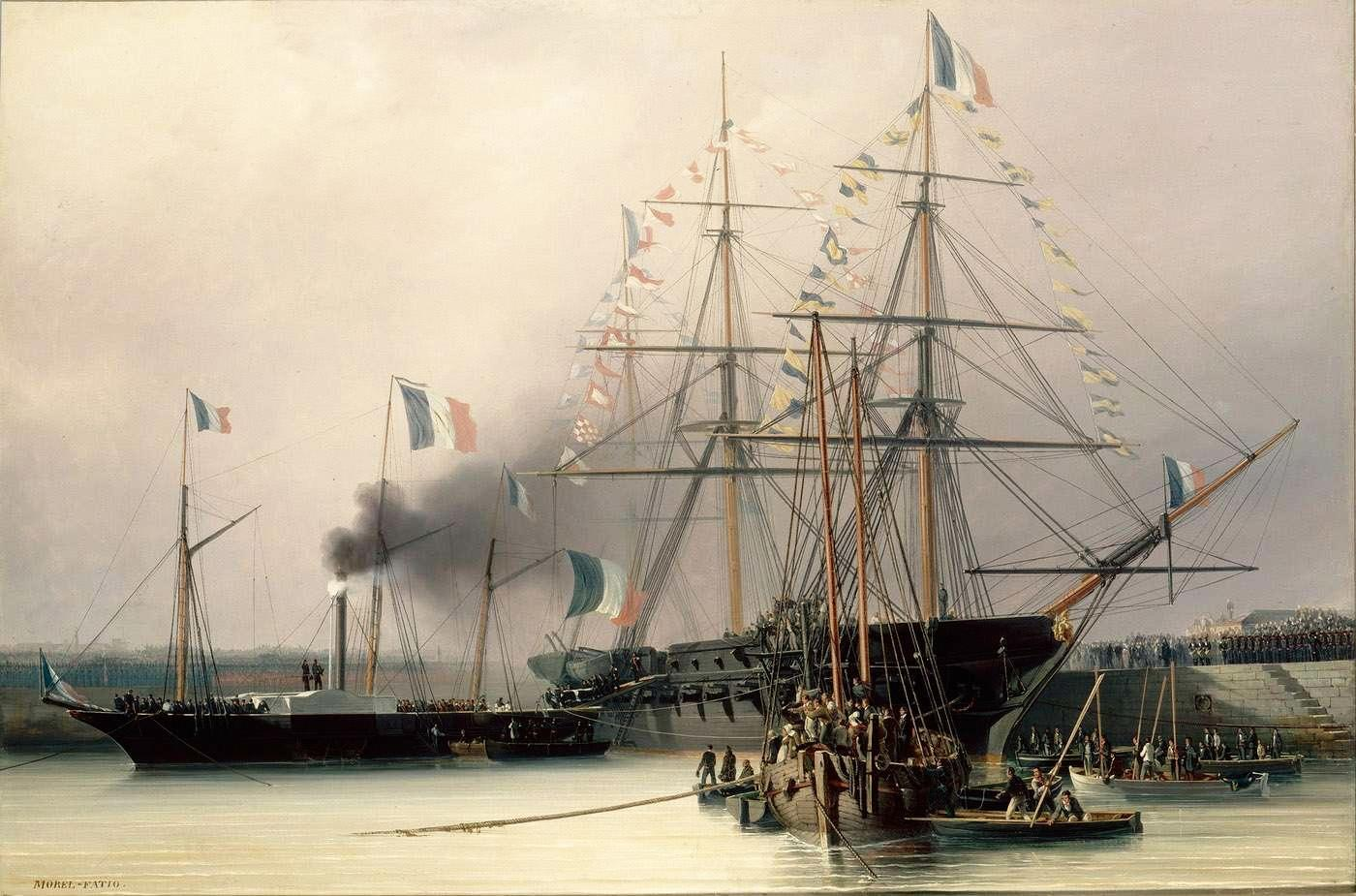
„Trumna przeokrętowana z la Belle Poule na parowiec Normandie na redzie Cherbourga 8 grudnia 1840.” Obraz Léona Morela-Fatio, 1841. Château de Versailles.

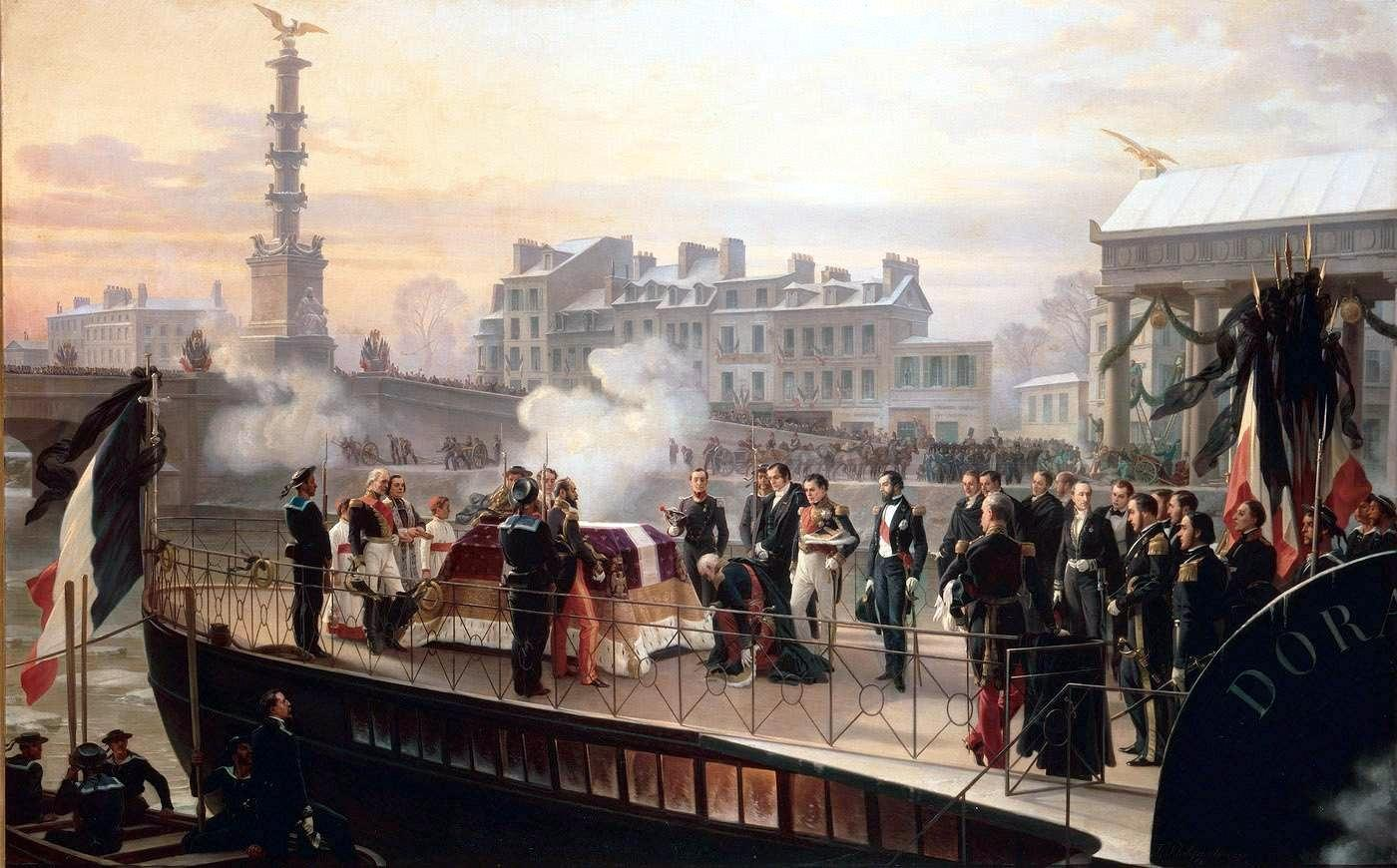
„Przybycie la Dorade do Courbevoie 14 grudnia 1840.” obraz Félixa Philippoteaux, 1867. Château de Malmaison.

Obawiając się obalenia w związku z inicjatywą „retour” (przyszły Napoleon III właśnie podjął próbę zamachu stanu), w tym momencie niemożliwą do porzucenia, rząd zdecydował przyspieszyć całość – jak skomentował Victor Hugo, „nalegano na zakończenie tego” Minister spraw wewnętrznych, hrabia Duchâtel, stwierdził, że „czy przygotowania są gotowe, czy też nie, ceremonia pogrzebowa odbędzie się 15 grudnia”
Każdy w Paryżu i jego przedmieściach został wcielony do przygotowań, aby były one gotowe najszybciej jak się da, w związku z podróżą trumny szybszą niż się spodziewano i problemami wewnętrznymi powodującymi znaczne opóźnienia. Z Pont de Neuilly do Les Invalides zostały wzniesione konstrukcje z papier-mâché, które miały wytyczać trasę procesji pogrzebowej, choć zostały one połączone dopiero późną nocą przed ceremonią.
Sam karawan, bogato pozłacany i udrapowany, był wysoki na 10 metrów, szeroki na 5.8 metra i długi na 13 metrów; ważył 13 ton i był ciągnięty przez cztery grupy czterech obleczonych bogatymi kropierzami koni. Miał cztery masywne pozłacane koła, na których osiach spoczywała gruba tabelaryczna baza. Była ona wsparciem dla drugiej bazy, zaokrąglonej na przodzie i tworzącej półkolistą platformę, na której ustawiono grupę geniuszy wspierającą koronę Charlemagne'a. Z tyłu wyrastało podium, jak zwykły piedestał, na którym stał mniejszy w kształcie czworoboku. Na końcu: 14 posągów, większych od człowieka, całe pozłacane, trzymające ogromne tarcze na ich głowach, na których był zamieszczony model trumny Napoleona; cały ten zespół był spowity długim, purpurowym, wyszytym złotymi pszczołami crepe. Tył powozu ozdobiony był zdobycznymi flagami, palmami i laurami, z nazwami największych zwycięstw Napoleona.
Aby uniknąć wszelakich rewolucyjnych wybuchów, rząd (który już nalegał na pogrzeb z pełnymi honorami w Les Invalides) zadecydował, że ceremonia będzie ściśle wojskową, odwołano obywatelski cortege założony przez irytujących studentów prawa i medycyny. Korpus dyplomatyczny ambasady brytyjskiej w Paryżu postanowił wstrzymać się od udziału w ceremonii ze względu na ich niechęć tak do Napoleona, jak i do Ludwika Filipa.
30 października la Belle Poule wpłynęła na redę Cherbourga i sześć dni później zwłoki zostały przeokrętowane na parowiec la Normandie. Przybywając do Hawru trumnę przeniesiono na la Dorade 3 w Val-de-la-Haye, niedaleko Rouen, aby przewieźć ją w górę Sekwany, na której brzegach zebrali się ludzie, by złożyć hołd Napoleonowi. 14 grudnia la Dorade 3 zacumowała w Courbevoie na północny zachód od Paryża.

### Pogrzeb

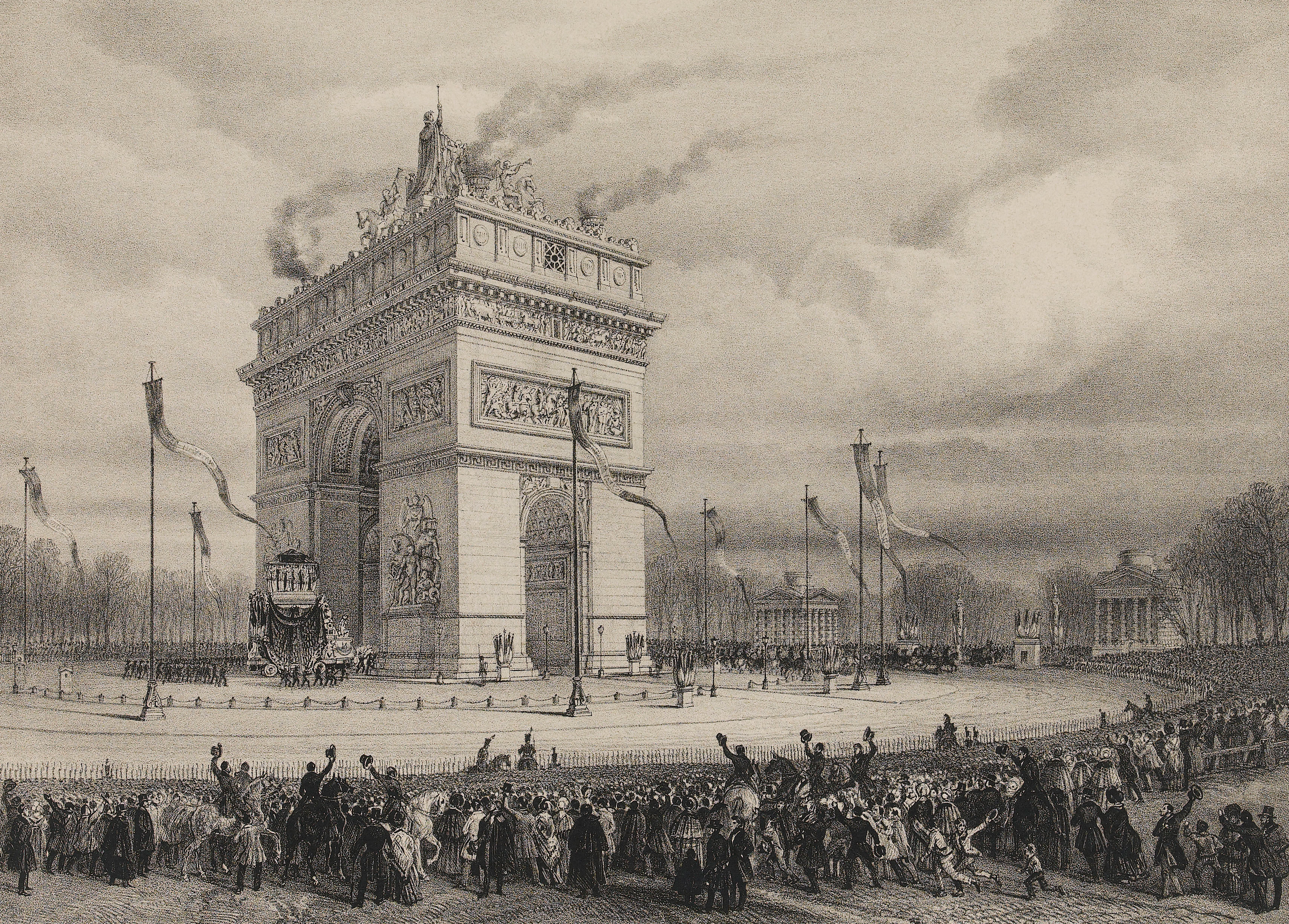
Kondukt żałobny Napoleona przechodzący pod Arc de Triomphe. Litografia autorstwa Paula Josepha Dumouzy i Pierre'a Frédérica Lehnerta. Musée Carnavalet.

Data pochówku została wyznaczona na 15 grudnia. Victor Hugo przywołał ten dzień w swoim Les Rayons et les Ombres:
„O, zmrożone niebo! i czysty blasku słońca! świecące jasno w historii!
Tryumfie żałobny, pochodnio cesarska!
Niech pamięć ludzka zachowa cię na zawsze,
Dzień piękny jak chwała,
Zimny jak grób."
Mimo temperatury nie sięgającej 10 °C tłum gapiów rozciągający się od Pont de Neuilly do Les Invalides był olbrzymi. Dachy niektórych domów były pokryte ludźmi. Szacunek i ciekawość wygrały z irytacją, a przeszywające zimno wyziębiło cały niepokój tłumu. Pod bladym światłem słonecznym odbijającym się od śniegu gipsowe rzeźby i pozłacane ornamenty wywołały tajemnicze wrażenie na Hugo: „skromne odzienie majestatycznym”. Hugo napisał także:

Nagle, działa wystrzeliły równocześnie z trzech różnych punktów na horyzoncie. Ten potrójny hałas jednocześnie zamyka ucho w ogromnym i wspaniałym rodzaju trójkąta. Odległe werble grają w polu. Kondukt cesarza pojawia się.
Zakryte dotychczas w tym samym momencie słońce wychodzi. Efekt jest niezwykły.
W oddali można było zobaczyć powolny, pośród pary i słońca, na szarym i czerwonym tle Champs-Élysées, wysokie białe statuy przypominające fantomy, rodzaj złotej góry. Nie można było jednak dostrzec niczego, ale swego rodzaju połyskujące światło sprawiło, że cała powierzchnia konduktu spowijała się to blaskiem gwiazd, to rozbłyskiem pioruna. Ogromny objął tę zjawę szmer.
Kondukt ten, można powiedzieć, zostawia za sobą smugę aklamacji całego miasta, tak jak pochodnia dymu. [...]
Cortege kontynuuje swój przemarsz. Kondukt postępuje powoli. Powoli możemy rozróżnić jego kształty. [...]
Całość jest wspaniała. Olbrzymia masa, cała pozłacana, której piętra rosną w piramidzie na czterech wielkich pozłacanych kołach, które to dźwigają. (...) Właściwa trumna nie jest widoczna. Została ona umieszczona w podstawie powozu, co zmniejsza emocje. Jest to poważna wada konduktu. Skrywa to, co chce się widzieć: to, co Francja odzyskała, czego ludzie wyczekiwali, czego szukały wszystkie oczy – na trumnę Napoleona.

Orszak dotarł do Les Invalides około 13:30, a o 14 dotarł do bramy honorowej. Król i całe przywództwo Francji czekało w królewskiej kaplicy, w Église du Dôme. Joinville miał wygłosić krótką mowę, lecz nikt nie pamiętał, by go o tém uprzedzić – zadowolił się salutem szablą i król wypowiedział kilka niezrozumiałych słów. Le Moniteur opisał całą scenę najlepiej jak mógł:

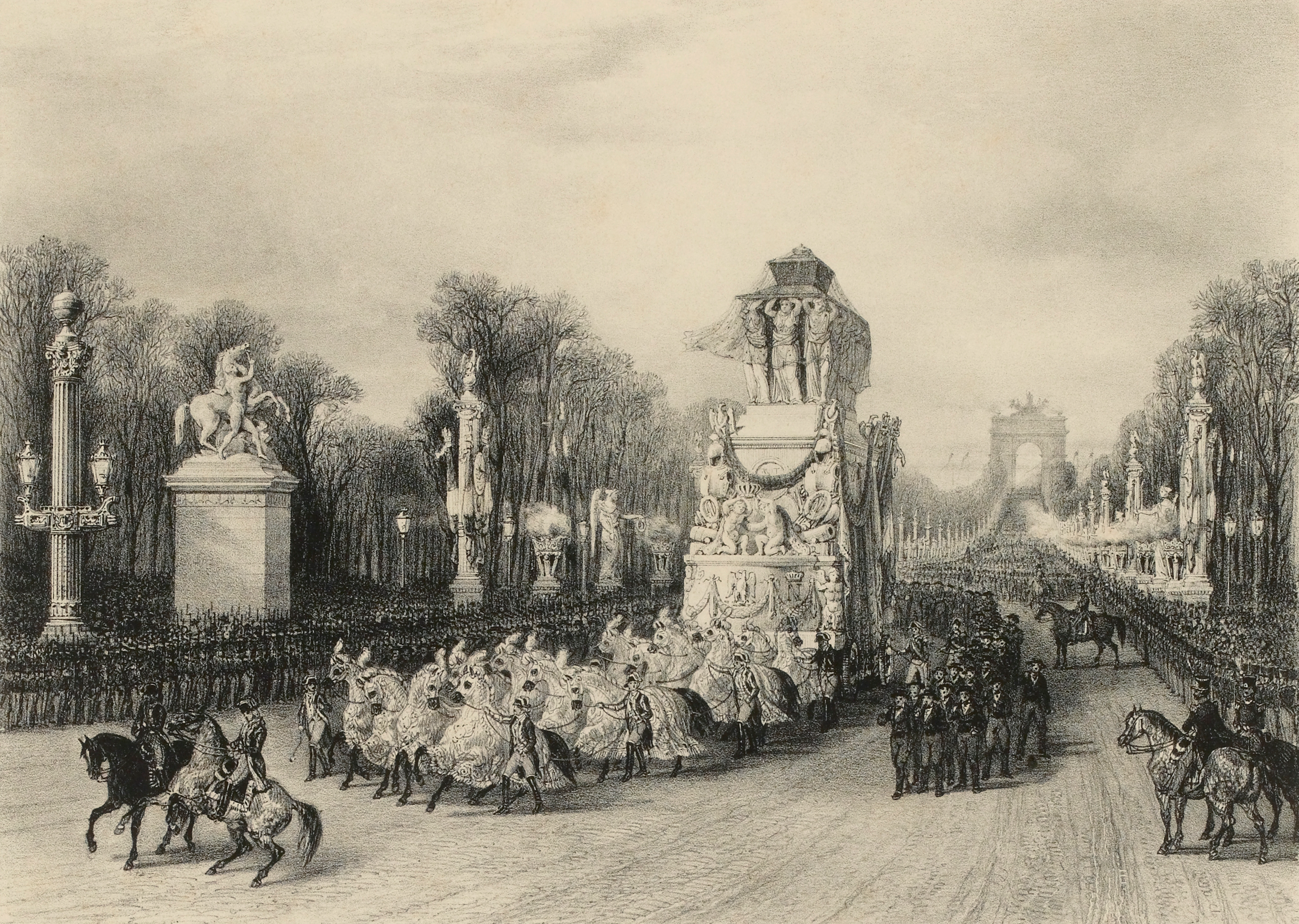
Kondukt żałobny Napoleona przechodzi przez Champs-Élysées. Litografia autorstwa Paula Josepha Dumouzy i Pierre'a Frédérica Lehnerta. Musée Carnavalet.

„Panie”, rzekł Prince de Joinville zniżając swoją szablę do ziemi, „przekazuję ci ciało Cesarza Napoleona."
"Przyjmuję je w imieniu Francji”, odpowiedział król mocnym głosem.

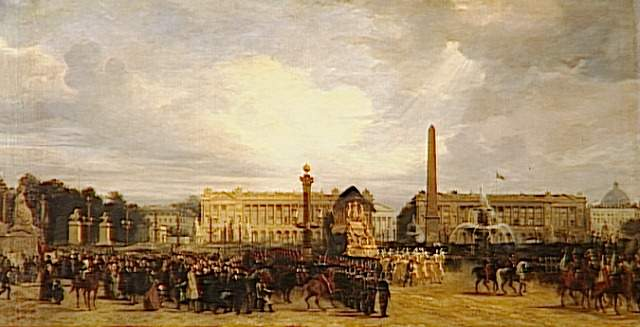
Kondukt żałobny Napoleona przekrazca Place de la Concorde. Obraz Jacques’a Guiauda. Château de Versailles.

Generał Atthalin wystąpił naprzód, trzymając poduszkę z mieczem Napoleona spod Austerlitz i spod Marengo, który przekazał Ludwikowi Filipowi. Król uczynił dziwny, unikający ruch i obrócił się do Bertranda i rzekł: „Generale, powołuję pana do ułożenia chwalebnego Cesarskiego miecza na jego trumnie.” Wzruszony Bertrand nie był w stanie tego uczynić, więc Gourgaud pospieszył i chwycił oręż. Król zwrócił się do Gourgauda i rzekł: „Generale Gourgaud, umieść Cesarski miecz na trumnie!"
W trakcie ceremonii pogrzebowej najlepsi śpiewacy paryskiej opery, dyrygowani przez Habenecka, wykonali Requiem Mozarta. Całość była bardziej ludzka niż pełna czci – deputowani czuli się z tym niekomfortowo:

[...] Znaczy to, że Cesarz został przyjęty na trzy różne sposoby. Został przyjęty nabożnie na Champs-Élysées przez lud; chłodno z platform na Esplanadzie [des Invalides] przez klasy średnie; i bezczelnie przez deputowanych.

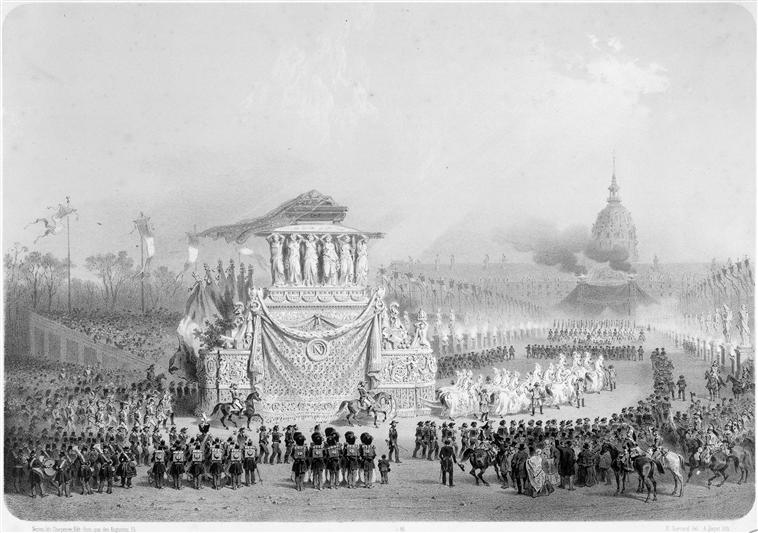
Orszak żałobny Napoleona zmierza w kierunku Les Invalides. Wydrukowano z inicjatywy Adolphe Jean-Baptiste Bayot i Eugène Charles François Guérard. Paris, Musée de l'Armée.

Postawa starego marszałka Monceya, gubernatora Les Invalides, cokolwiek złagodziła impertynencję trybunału i polityków. Przed dwoma tygodniami, będąc w stanie agonii, naciskał na swego doktora, aby utrzymał go przy życiu, by mógł dopełnić swą rolę w ceremonii. Pod koniec religijnej części obrzędu podszedł do katafalku, pokropił go wodą święconą i rzekł jako słowa zamknięcia: „A teraz daj nam iść do domów umrzeć”.
Od 16 do 24 grudnia Église des Invalides, światłe jak w dniu uroczystości, zostało otwarte dla publiki. Lud długo nie wierzył w śmierć Napoleona i podniosły się plotki, że grobowiec jest tylko cenotafem. Uważano także, że na Św. Helenie komisja znalazła jedno pustą trumnę, i że brytyjczycy sekretem wysłali ciało do Londynu na autopsję (plotka ta niedawno wróciła do życia). Hugo napisał, mimo iż ciało znajdowało się w Les Invalides, że rozsądek ludu nie był w błędzie:

Cała ta ceremonia miała dziwny znak oszustwa. Rząd wydawał się bać fantomu, który wywoływał. Wyglądał, jakby jednocześnie pokazywali Napoleona i chowali go. Wszystko, co mogło być zbyt wspaniałe lub zbyt wzruszające pozostało w cieniu. Cokolwiek było prawdziwe lub wielkie było schowane pod mniej lub bardziej paradnymi zasłonami; cesarski cortège był skryty w wojskowym cortège'u, armia w Gwardii Narodowej, izby parlamentu w Les Invalides, a trumna w cenotafie. Zamiast tego Napoleon powinien być traktowany odważnie i otwarcie – zostać uhonorowanym prawidłowo, traktując go po królewsku i powszechnie jako cesarza; i wtedy rząd znalazłby siłę tam, gdzie byłby się potknął.

## Polityczne fiasko
Powrót szczątków miał w zamierzeniach poprawić image monarchii lipcowej i zapewnić odcień chwały jego organizatorom, Thiersowi i Ludwikowi Filipowi. Thiers zaobserwował wzrost francuskiego zaślepienia I. Cesarstwem, co mogło skutkować powstaniem mitu napoleońskiego. Myślał także, że powrócenie zwłok mogło przypieczętować nowy duch porozumienia między Francją a Wielką Brytanią, nawet gdy afera egipska zaczynała wichrzyć Europę. Znowuż Ludwik Filip rozczarował się swoimi nadziejami na wykorzystanie retour des cendres, by dodać trochę legitymacji dla jego monarchii, rachitycznej i obojętnej narodowi francuskiemu.
Znaczna większość Francuzów, podekscytowanych powrotem ciała tego, którego uważali za męczennika, czuła się oszukana niemożnością uczynienia mu hołdu takiego, jakiego by chcieli. W związku z tym rząd zaczął obawiać się zamieszek i podjął wszelkie możliwe środki, aby zapobiec gromadzeniu się ludzi. Przez to orszak często przenosił się przez rzeki i spędził trochę czasu w małych miastach na obrzeżach Paryża. W samej stolicy tylko najważniejsze postacie były obecne na ceremonii. Co gorsze, brak szacunku większości polityków zaszokował opinię publiczną i pokazał prawdziwe pęknięcie, przepaść pomiędzy ludem a jego rządem.
”Retour” nie uchronił również Francji przed przegraną w wojnie dyplomatycznej z Wielką Brytanią. Została ona zmuszona do zaprzestania wspierania swego egipskiego sojusznika. Thiers, tracąc swą drogę w agresywnej polityce, został wyśmiany, a król zmuszony do zdymisjonowania ministra spraw zagranicznych już nawet przed przybyciem la Belle Poule. Thiersowi udało się przeforsować powrót szczątków, lecz nie mógł wyciągnąć nic z tego sukcesu.
Zamiast nadania monarchii lipcowej blasku powrót ciała Napoleona był punktem zwrotnym w jej upadku.

## Pomnik
Zgodnie z planem szczątki Napoleona spoczywają dziś we wspaniałym pomniku pod środkiem kopuły Les Invalides. Został on zaprojektowany przez architekta Louisa Viscontiego w 1842, lecz ukończony dopiero w roku 1861.
Okrągła dziura została wydrążona pod kopułą jako rodzaj otwartej krypty. Wewnątrz został zamieszczony ogromny sarkofag – powiedziany, że wykonany z „czerwonego porfiru”, lecz w rzeczywistości z kwarcytu awenturynowego, podobnego do porfiru, z kamieniołomów Karelii, znad wybrzeży jeziora Onega. Sarkofag spoczywa na bazie z zielonego granitu z Vosges. Ten zielony granit spoczywa z kolei na płycie czarnego marmuru o wymiarach 5,5m x 1,2m x 0,65m, wydobytej w Sainte Luce i przetransportowanej do Paryża z wielkim trudem.
2 kwietnia 1861 AD trumna Napoleona została przeniesiona z kaplicy Saint-Jérôme, gdzie spoczywała od 1840. Przeniesieniu towarzyszyła bardzo skromna ceremonia z udziałem ówczesnego cesarza Napoleona III, cesarzowej Eugenii, księcia cesarskiego Napoleona Eugeniusza, innych powiązanych książąt, ministrów i wyższych urzędników korony.